# Walsrode
Walsrode (pronunciación en alemán: /valsˈʁoːdə/ⓘ) es un municipio situado en el distrito de Heide, en el estado federado de Baja Sajonia (Alemania). Su población estimada a finales de 2016 era de 23 139 habitantes.
Se encuentra ubicado a poca distancia al este de Bremen, y al norte de Hannover, la capital del estado.